# Acumen
Acumen (en llatí Acumenus, en grec Ἀκουμενός) era un metge atenenc que va viure al segle v aC i fou company de Sòcrates. Fou pare d'Erixímac, un altre metge.
Era un dels oradors al Simposi de Plató.  També apareix a la col·lecció de cartes publicades en primer lloc per Leo Allatius el 1637 (Epist.Socralis et Socraticorum) i de nou per Orellius el 1815.